# Picture This (gruppo musicale)
I Picture This sono un gruppo musicale irlandese originario di Athy, composto da Ryan Hennessy, Jimmy Rainsford, Owen Cardiff e Cliff Deane. Nel 2017, hanno pubblicato il loro omonimo album di debutto, che è entrato in cima alla classifica degli album irlandesi. All'inizio del 2019, hanno pubblicato il loro album successivo Mdrn Lv. Il loro terzo album in studio "Life In Colour" è stato pubblicato nel giugno 2021.

## Storia
Rainsford aveva già fatto un tour con Ryan Sheridan, mentre Hennessy era stato membro di un'altra band locale. Deane, Cardiff e Rainsford erano amici d'infanzia. Deane e Cardiff si unirono alla band quando Hennessy e Rainsford chiesero loro di suonare con i Picture This.

## Formazione
- Ryan Hennessy – voce
- Jimmy Rainsford – batteria
- Owen Cardiff – chitarra
- Cliff Deane – basso

## Discografia

### Album in studio
- 2017 – Picture This
- 2019 – Mdrn Lv
- 2021 – Life in Colour
- 2023 – Parked Car Conversations

### EP
- 2016 – Picture This

### Singoli
- 2015 – Take My Hand
- 2016 – You & I
- 2016 – Let's Be Young
- 2016 – For You
- 2016 – I Don't Know Why
- 2016 – This Christmas
- 2017 – Never Change
- 2017 – Everything I Need
- 2017 – 95
- 2017 – Addicted to You
- 2018 – This Morning
- 2018 – When We Were Young
- 2018 – One Drink
- 2018 – Everything or Nothing
- 2019 – If You Wanna Be Loved
- 2019 – Modern Love
- 2019 – One Night
- 2019 – This Christmas (versione orchestrale)
- 2020 – Winona Ryder
- 2020 – Troublemaker
- 2020 – If I Build a Home on the Moon
- 2020 – Unconditional
- 2021 – Things Are Different
- 2021 – LA House Party
- 2021 – Heart's Not In It (con Loote)
- 2021 – If Ever However Whenever Forever
- 2022 – Get on My Love
- 2023 – Song to Myself
- 2023 – Ireland